# Монтебело (Њујорк)
Монтебело (енгл. Montebello) град је у америчкој савезној држави Њујорк.

## Демографија
По попису из 2010. године број становника је 4.526, што је 838 (22,7%) становника више него 2000. године.
| Група             | 2000.         | 2010.         |
| Белци             | 3.349 (90,8%) | 3.818 (84,4%) |
| Афроамериканци    | 101 (2,7%)    | 143 (3,2%)    |
| Азијати           | 99 (2,7%)     | 256 (5,7%)    |
| Хиспаноамериканци | 109 (3,0%)    | 251 (5,5%)    |
| Укупно            | 3.688         | 4.526         |